# Cybaeus giganteus
Cybaeus giganteus är en spindelart som beskrevs av Banks 1892. Cybaeus giganteus ingår i släktet Cybaeus och familjen vattenspindlar. Inga underarter finns listade i Catalogue of Life.